# Papa Sisínio
Papa Sisínio nasceu na Síria. Eleito em 15 de janeiro de 708, já idoso e doente, morreu três semanas depois.
Seu precário e fugaz pontificado durou apenas vinte dias e a única coisa que fez foi arrecadar fundos para a restauração das muralhas desmoronadas de Roma. Pela brevidade de seu pontificado não conseguiu fazer obras importantes e preocupou-se com o embelezamento da cidade e a restauração das muralhas de Roma, a fim de proteger a cidade dos assédios dos longobardos e sarracenos. Morreu em 4 de Fevereiro de 708, em Roma, foi enterrado em São Pedro, e foi sucedido por Constantino (708–715). Antes de morrer ainda criou e consagrou o bispado da Córsega.